# Regne de Nikki
Nikki fou un gran regne format entre el segle xv i el XVI amb centre inicial a Ouénou, una petita localitat a 7 km de la vila de Nikki. El seu territori abraçava tot el Borgou beninès, una part de l'Atacora i una part del Borgu nigerià. Les poblacions principals foren Nikki, N'Dali, Kalalé, Bembérèkê, Parakou, Bani Koara, Kandi, Sinende, Gorgounou, Wassa-Pehunco, Kérou, Kouande, Tchaourou i Ségbana. Le reste del nord de Bénin està repartit entre els dendi (Karimama i Malanville) i els somba. El regne de Nikki estava poblat pels wassangari i els baribes.
El regne fou fundat pels wassangari procedents de Bussa. El país estava ocupat per pobles de llengua voltaica: natimba, yoabu, pila-pila, tienga, gourmantché, i després per casadors iorubes, els "Mokollé" instal·lats a finals del segle xv al mateix temps que els baatombou. Aquests estaven estructurats en regne però sense rei i en canvi dividits en clans per oficis i no coneixien la guerra convivint pacíficament els diversos caps de clan. Els wasangari van arribar vers 1480 a Ouénou manats per Mansa àlies Mansa Doro. Aquest va nomenar cap suprem dels baatombou al seu fill adoptiu Séro que es va casar amb tres dones baatombou amb les que va tenir cinc fills entre els quals Simé. Temps després Simé, en una cacera va identificar un lloc favorable per viure, un lloc humit del que va dir "ya niké-nikérou san" que en bariba vol dir "està humit". El substantiu Nikki derivaria doncs del adjectiu "niké-nikérou". Simé va tornar a Ouénou per convèmcer al seu pare Séro d'anar a residir a aquell lloc, però el pare, i dues germanes (Gnon Doué i Bona Doué) van preferir restar a Ouénou. Aquest trasllat es conserva en la tradició reials i cada rei ha de fer el trajecte abans de ser entronitzat.
Amb el temps els baatombou i els wwsangari van acabar fusionats i el seu cap va passar a ser el Sina Boko (cap superior). Els wassangiri (de llengua mande) eren l'elit aristocràtica; seguien els bariba, que formaven les capes populars que eren cultivadors i artesans i descendien de les poblacions preexistents estan dirigits per caps de terra (els més notables els Sina Gorigui i els Sina Danwirou) i exercien la regència a la mort del rei. I el tercer grup eren els gandos, formats per certs wassangiris i baribes separats del grup que no es podien casar amb altres baribes (es casaven entre ells, i les dones s'anomenaven kirikou i es distingeixen pel seu pentinat especial, ja que porten el costat dret del cap rapat) i s'ocupaven d'abastir a la casa reial. Hi havia també alguns estrangers musulmans, els peuls que feien de pastors i els hausses que feien de comerciants.
Els reis bariba de Nikki van lluitar contra els dendi vinguts del Níger que van envair el nord del Borgou fins a Bembérékê sota el rei Bagiri, vers 1553; i també contra els gourmantché de Gourma. El rei tenia el poder absolut i el poder es repartia entre quatre dinasties (daffierou, makararou, korarou, gbassi). El rei actual és Séro Tasu de la dinastia dels makararou. Hi ha palaus reials a Danri (avui museu històric) i a Gourou (on viu avui dia el rei (i on s'enterren els reis quan moren). Hi ha un primer ministre (Sina Dounwirou qui significa "cap de cavall") i diversos ministres (Sina Gbèrè d'agricultura, Sounon Tooto de defensa, Bara Sounon de comunicacions) 

## Llista de reis
- .... - .... Seru Kpera I "Barasobekpuno"
- .... - .... Kpe Lafia I Swaaru "Gambru"
- .... - .... Seru Kora I "Kora Wodi", "Bakaru"
- .... - .... Seru Betete
- .... - .... Kpe Sumera I "Tokobu"
- .... - .... Seru Tasu I "Tokobu Mora Lusi"
- .... - .... Seru Toru
- .... - .... Kpe Sumera II "Sabi Turukasa", "Nyonkalakale"
- .... - .... Kpe Sumera III "Banurugi"
- .... - .... Kpe Sumera IV "Gbaso"
- .... - .... Sabi Nayena "Ganukpuno"
- .... - .... Sabi Wure Senawe
- .... - .... Kpe Gunu II "Giribusike"
- .... - .... Seru Kpera II "Illorinkpuno"
- .... - .... Kpe Sumera V "Ningurumekpuno"
- .... - .... Kpe Gunu III "Yoromkire" Bio Bubari
- .... - 1835 Sero Kpera III "Darukpara", "Yamarekpuno"
- 1835 - 18.. Kpe Lafia II "Seru Soro"
- 18.. - 18.. Sero Kpera IV "Gbaso"
- 18.. - 18.. Kpe Sumera VI (Karakoari = Tokobu) "Boko"
- 18.. - 18.. Seru Tasu II "Basaaru Kpuno"
- 18.. - 1897 Seru Toru II "Wunko" (Seru Turinka = Sina Toru)
- 1898 - 1901 Kpe Sumera VII "Konde"
- 1901 - 1915 Seru Toru III "Kpaso," "Suanru"
- 1915 - 1917 Seru Kora II "Sabi Purka"
- 1917 - 1924 Sabi Nayena "Woru Yoru"
- 1924 - 1928 Seru Toru IV "Gesere Tunku"
- 1928 - 1932 Seru Kpera V "Mamudu"
- 1932 - 1938 Kpe Gunu IV "Kobagari"
- 1938 - 1952 Kpe Gunu V "Sabi Yerima"
- 1952 - 1957 Kpe Lafia III "Seru Mamudu"
- 1957 - 1970 Seru Kpera VI "Saka Mivera"
- 1970 - 1991 Seru Tasu III "Isakpe Gunu"
- 1992 - ? Seru Kora II "Yermia Banesi"
- ? Seru Tasu IV